# アジアのサッカー選手一覧
アジアのサッカー選手一覧は、アジアサッカー連盟加盟国の国籍を持つサッカー選手のうち項目がある選手を主とした一覧である。

## 東アジア

### 台湾
- 呂昆錡
- 陳昌源

### 中国
- 賈秀全
- 鞠楓
- 范志毅
- 徐暁飛
- 孫継海
- 孫峻崗
- 陳運華
- 陳祥煜
- 杜威
- 董方卓
- 趙天賜
- 郝海東
- 馬暁旭
- 楊帆
- 李鉄
- 王永珀
- 王暁峰
- 張玉寧
- 張帥
- 邵佳一
- 孫祥
- 周海濱
- 余善文
- 呂薛安
- 呉少聰
- 周余冶

### 朝鮮民主主義人民共和国
- 安英学
- 李漢宰
- 梁勇基
- 梁圭史
- 金光浩
- 金鍾成
- 金永峻
- 崔明鎬
- 鄭大世
- 朴斗翼
- 李今淑

### 香港
- ローレンス・アカンドゥ

### マカオ
- 陳達燊（英語版）
- 陳健星

### モンゴル
- ガリドマグナイ・バヤスガラン

## 東南アジア

### フィリピン
- パウリノ・アルカンタラ
- フィリップ・ヤングハズバンド
- ネリ・エスリッジ

### タイ
- ヴィタヤ・ラオハクル
- ピヤポン・ピウオン
- キャティサック・セーナームアン
- ダッサコーン・トンラオ
- スレー・スハ
- テーラシル・ダンダ
- キャップラウット・サイワエウ
- テーランテップ・ウィノタイ
- サラユート・チャイカンディー
- アドゥール・ラッソ
- スティ・スクソムキッド
- ターサック・チャイマン
- ピチポン・チョエイチウ
- ナンタワット・タエンソパ

### マレーシア
- モハメド・アイディル・ザフアン・アブドゥル・ラザク
- サフィー・サリ
- アスラルディン・プトラ・オマール
- カイルル・ファーミー

### シンガポール
- ファンディ・アマド
- アンダース・アプリン

### インドネシア
- バンバン・パムンカス
- エリ・アイボイ
- ポナリオ・アスタマン
- シャムスル・バクリ
- イダバーグス・ドゥイ・アンバラ
- リュウ・ヌグラハ

### ベトナム
- レ・フィン・ドゥック
- レ・コン・ビン（Lê Công Vinh、1985 - ）
- ファム・ヴァン・クエン

### ミャンマー
- Aung Aung Oo（英語版）
- Aung Chan Moe（英語版）

### ラオス
- Sengphachan Bounthisanh（英語版）
- Khamphoumy Hanvilay（英語版）

### カンボジア
- ウン・カニャニス
- チャン・リティー

### ブルネイ
- Affendy Akup（英語版）
- Muhammad Afi Aminuddin（英語版）

### 東ティモール
- アルフレド・エステヴェス（英語版）
- Alan Leandro（英語版）

## 南アジア

### インド
- バイチュン・ブティア
- スニル・チェトリ
- マヘシュ・ガウリ
- ラクシュミカント・カッティマニ
- スブハシシュ・ロイ・チョウドフリー
- クリフォード・ミランダ
- デバブラタ・ロイ
- ヴァレリアーノ・ロベロ
- クライマックス・ローレンス

### パキスタン
- ゼッシュ・レーマン

### バングラデシュ
- Toklis Ahmed（英語版）
- Alfaz Ahmed（英語版）

### スリランカ
- パヌサンタ・クレンティラン

### モルディブ
- アリ・アシファク

### ブータン
- ソナム・テンジン
- ワンゲイ・ドルジ

### ネパール
- ナレンダ・マン・シン

### アフガニスタン
- カイス・シャイェステー

## 中央アジア

### ウズベキスタン
- マクシム・シャツキフ
- オレグ・パシニン
- ミルジャラル・カシモフ
- ウラジーミル・マミノフ
- アレクサンドル・ゲインリフ
- パヴェル・ブガロ
- ニコライ・シルショフ
- アンドレイ・アコピャンツ
- イルヤス・ゼイトゥラエフ
- セルヴェル・ジェパロフ

### カザフスタン
- セルゲイ・オスタペンコ
- カズベク・ゲテリエフ

### タジキスタン
- スクロブ･カミドフ
- ヌモンジョン・ハキモフ

### キルギス
- アントン・ゼムリャヌヒン
- デイヴィッド・テッテフ
- クロード・マカ・クム

### トルクメニスタン
- ウラジミール・バイラモフ
- ルスラン・ミンガゾフ

## 西アジア

### イラン
- イブラヒム・ミルザプール
- ホダダド・アジジ
- ホセイン・カエビ
- アリ・カリミ
- アリ・ダエイ
- フェリドーン・ツァンディ
- バヒド・ハシェミアン
- メフディ・マハダビキア
- ラフマン・レザイー
- ジャバド・カゼミヤン
- アンドラニク・テイムリアン
- カリム・アンサリファルド

### イラク
- ハディ・アフマド
- アーメド・ラディ
- ユニス・マフムード
- アブドゥル・ワハブ・アブ・アルハイル
- ハワル・ムラ・モハメド
- ナシャト・アクラム

### クウェート
- ファイサル・アル＝ダヒル
- バシャール・アブドゥッラー
- ファハド・アル・エネジ

### サウジアラビア
- マジェド・アブドゥラー
- サイード・オワイラン
- サミ・アル＝ジャバー
- モハメド・アル・デアイエ
- ナワフ・アル・テミヤト
- ヤセル・アル＝カフタニ
- ハマド・アル・モンタシャリ

### アラブ首長国連邦
- ムフシン・ムサバハー
- アドナン・アル・タリヤニ
- アーメド・カリル
- イスマイル・マタル

### バーレーン
- モハメド・サルミーン
- アラー・フバイル
- タラル・ユスフ
- イスマイール・アブドゥラティフ
- アブドゥラー・オマル
- アブドゥラ・ババ・ファタディ

### オマーン
- ハリファ・アイル
- アリ・アル・ハブシ
- イマド・アル・ホサニ

### イエメン
- アリ・アルノノ

### カタール
- ヤセル・フセイン
- マルシオ・エメルソン・パッソス
- セバスティアン・キンタナ
- ファビオ・セザール
- ハルファン・イブラヒム

### レバノン
- ロダー・アンタル
- ユセフ・モハマド
- モハマド・ガダル

### シリア
- サンハリブ・マルキ
- ルアイ・チャンコ

### ヨルダン
- ハテム・アケル
- スレイマン・アル＝サルマン

### パレスチナ
- アイマン・アルクルド

## オセアニア

### オーストラリア
| - グラハム・アーノルド - ジョン・アロイージ - ダニー・ヴコヴィッチ - ブレット・エマートン - ジェリコ・カラッツ - ハリー・キューウェル - アンドリュー・クラーク - ジョシュア・ケネディ - ティム・ケーヒル - スティーブ・コリカ - ビリー・コンスタンティニディス - マーク・シュワルツァー - ブラッド・ジョーンズ - マイケル・スウェイト - ヨシップ・スココ | - ネド・ゼリッチ - アルビン・チェッコリ - アーチー・トンプソン - ルーカス・ニール - マーク・ビドゥカ - アウレリオ・ヴィドマー - マシュー・ビングリー - ディオゴ・フェレイラ - ハイデン・フォックス - マーク・ブレッシアーノ - トニー・ポポヴィッチ - クレイグ・ムーア - スティーブン・レイバット | - ダニエル・オールソップ - ジョエル・グリフィス - アダム・グリフィス - ライアン・グリフィス - マーク・ルダン - エディ・ボスナー - ウフク・タレイ - スコット・マクドナルド - ロビー・クルーズ - マーク・ミリガン - マシュー・スピラノビッチ - アレックス・ブロスケ |

### グアム
- Ian Adamos（英語版）
- Thaddeus Atalig（英語版）

### 北マリアナ諸島
- ルーカス・クネヒト
- Peter Loken（英語版）